# Сентрал (департамент)
Сентрал (на испански: Central в превод „Централен“) е един от 17-те департамента на южноамериканската държава Парагвай. Намира се в югозападната част на страната. Площта му е 2465 квадратни километра, а населението – 2 201 109 души (по изчисления за юли 2020 г.). Столицата му е град Арегуа.